# Linden (Teksas)
Linden – miasto w Stanach Zjednoczonych, w stanie Teksas, w  hrabstwie Cass. W 2000 roku liczyło 2 256 mieszkańców.